# Aloe angolensis
Aloe angolensis é uma espécie de liliopsida do gênero Aloe, pertencente à família Asphodelaceae.